# Шердинята
Шердиня́та (рос. Шердынята) — присілок у складі Афанасьєвського району Кіровської області, Росія. Входить до складу Гордінського сільського поселення.
Населення становить 148 осіб (2010, 160 у 2002).
Національний склад станом на 2002 рік — росіяни 100 %.